# Siebież
Siebież (ros. Себеж) – miasto w Rosji, w obwodzie pskowskim, pomiędzy jeziorami Siebieżskim i Orono, siedziba administracyjna rejonu siebieskiego. W 2021 roku liczyło około 6,2 tys. mieszkańców.
Znajdują się tu stacja kolejowa Siebież oraz siedziba zarządu Siebieskiego Parku Narodowego.

## Historia

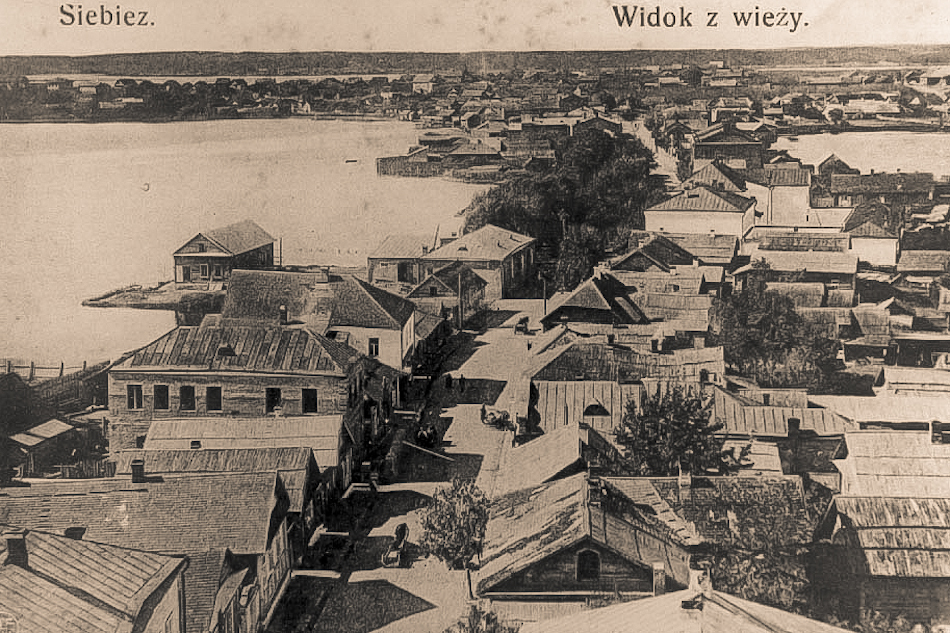
Siebież na początku XX wieku

W 1414 roku Siebież został spalony przez najazd wojsk litewskich Witolda. Później należał do Wielkiego Księstwa Litewskiego. Został zajęty przez Rosjan w czasie II wojny litewsko-moskiewskiej (1534-1537). W 1535 roku wojska moskiewskie w ciągu kilku tygodni zbudowały tutaj drewnianą twierdzę. Od drugiej połowy XVI wieku do początków XVIII wieku kilkukrotnie przechodził z rąk do rąk, zdobywany przez wojska polsko-litewskie a następnie odbijany przez rosyjskie. W składzie Rzeczypospolitej administracyjnie przynależał do województwa połockiego Litwy.
W 1772 roku, w wyniku I rozbioru Rzeczypospolitej, Siebież został włączony do Rosji i otrzymał wówczas prawa miejskie, a następnie ustanowiono go siedzibą ujezdu siebieskiego. W 1886 roku liczył 4051 mieszkańców, w tym 2436 żydów, 1214 prawosławnych, 393 katolików. Według carskich danych z 1897 roku miasto najliczniej zamieszkiwali Żydzi (59%), Białorusini (23%), Rosjanie (14%) i Polacy (3%). Na miejscowym starym cmentarzu katolickim do dziś zachowało się wiele polskich nagrobków.
W czerwcu 1938 r., na ścianie kościoła p.w. Opatrzności Bożej na Marysinie II w Łodzi, z inicjatywy NN osoby, została odsłonięta tablica pamiątkowa o treści „Ignacy książę Weryho, urodzony w Jekaterynburgu na zesłaniu [z] rodziców Malwiny i Waleriana, powstańców 1863 r., żył lat 54, zamęczony na Sołowieckich Wyspach w 1930 r., spoczywa w nieznanej mogile, wieczny odpoczynek racz mu dać Panie“. Według podpisu pod zdjęciem z jej odsłonięcia i poświęcenia Ignacy Weryho-Darowski był księciem na Siebieżu.

## Zabytki
- cerkiew św. Trójcy – pierwotnie kościół wzniesiony w XVII wieku
- stary cmentarz katolicki
- dzwonnica cerkwi Narodzenia Chrystusa z XIX w.

## Urodzeni w Siebieżu
- Zinowij Gerdt (1916–1996) – radziecki aktor
- Teodor Hryniewski (1860–1932) – polski lekarz i działacz społeczny
- Witold Rudziński (1913–2004) – polski kompozytor

## Galeria

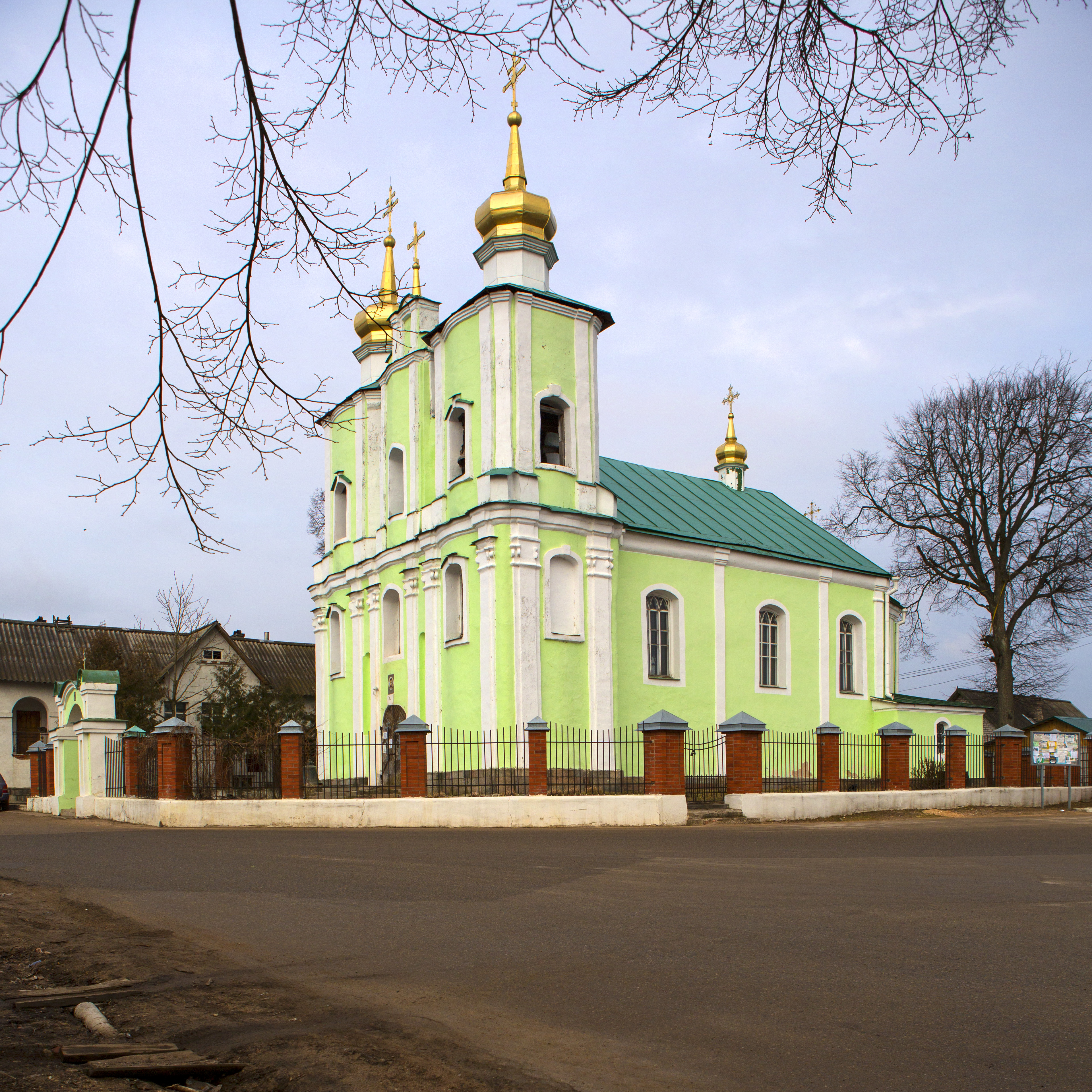
Cerkiew św. Trójcy
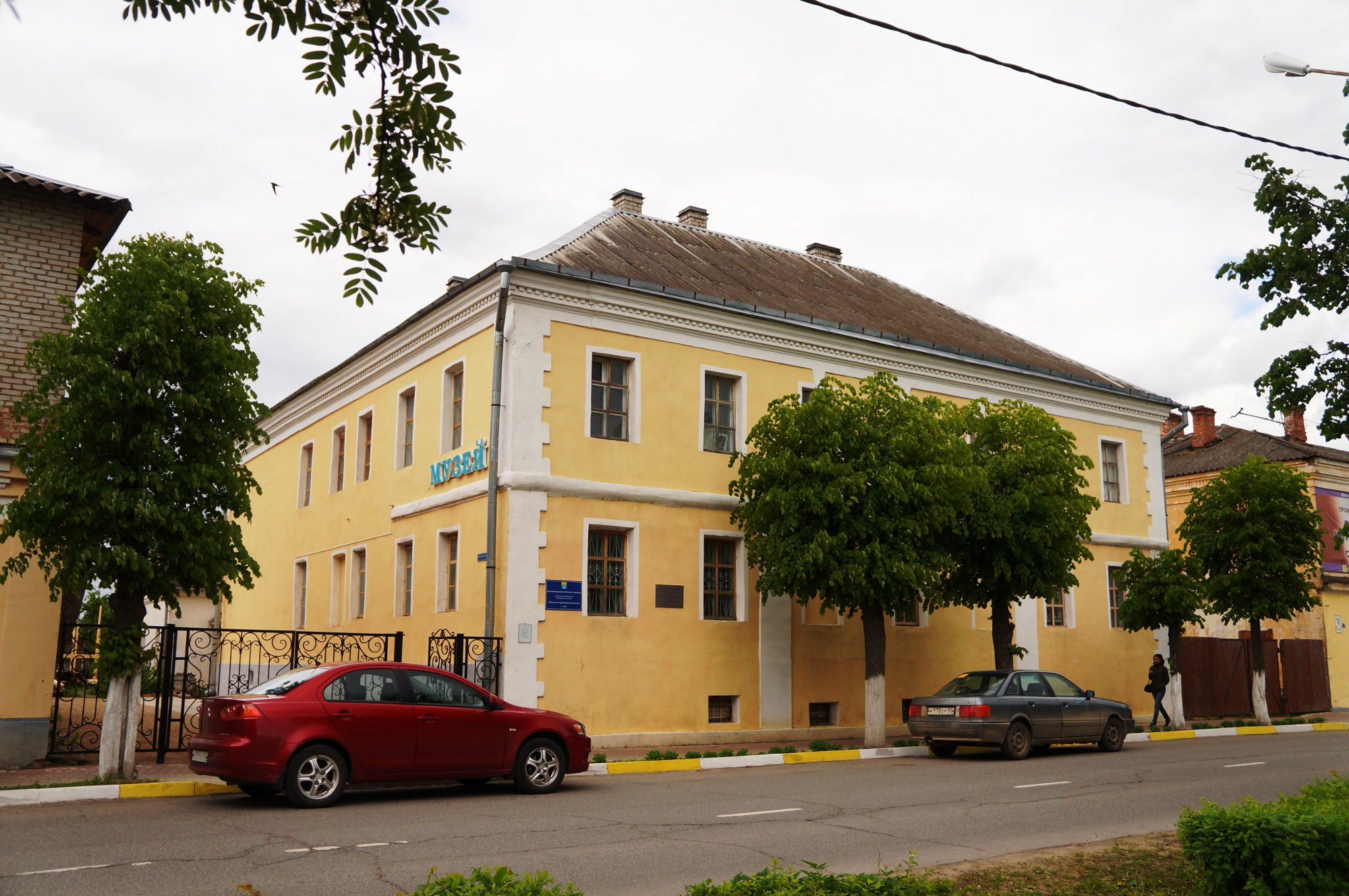
Muzeum krajoznawcze
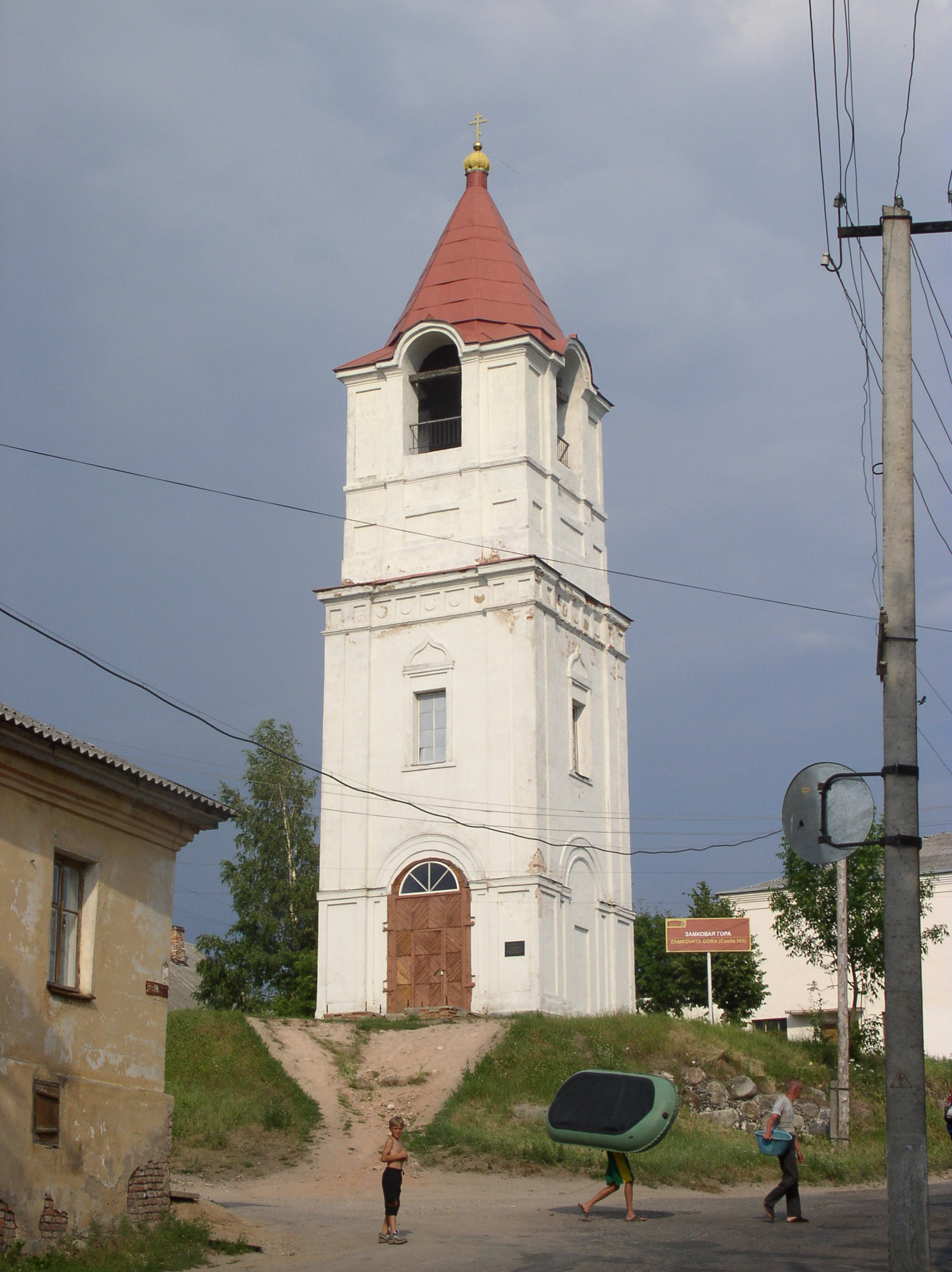
Dzwonnica
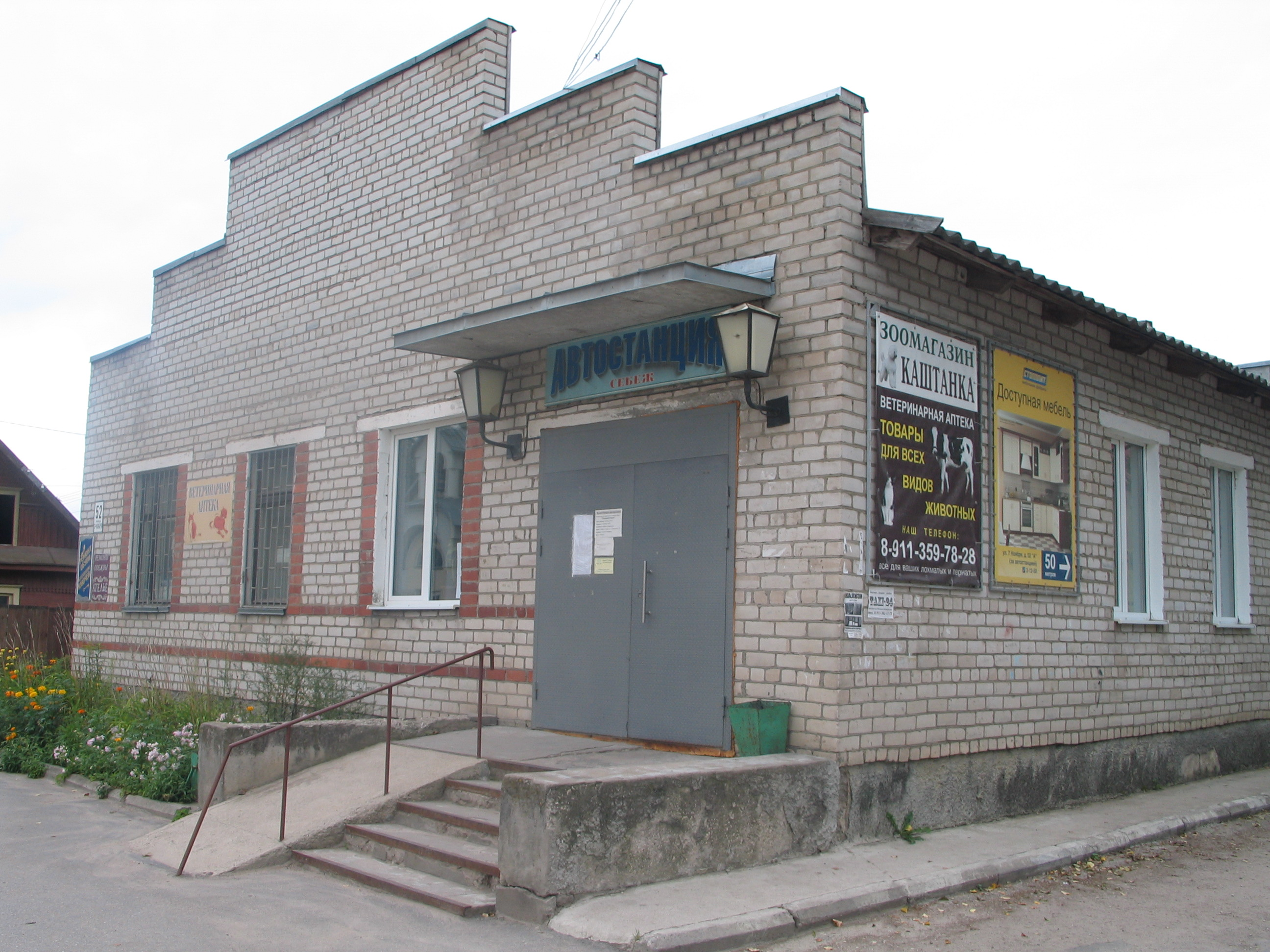
Dworzec autobusowy